# 眼鏡88

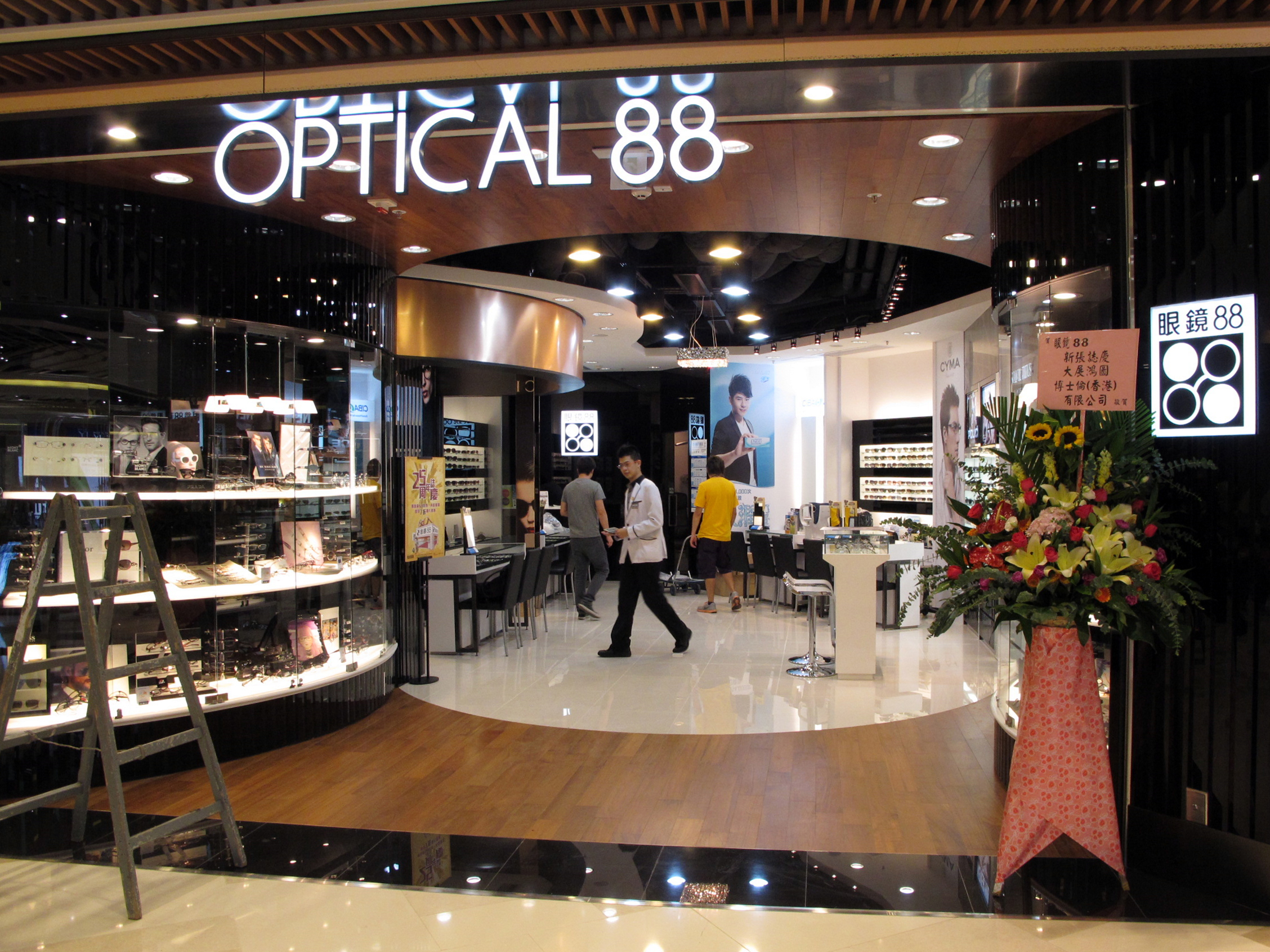
眼鏡88在屯門V city分店

眼鏡88（英語：Opitcal 88）是一家香港連鎖式眼鏡專門店。

## 历史
1984年，眼鏡88前身是一批視光師在新界沙田禾輋成立的日昌眼鏡。
1988年，寶光實業收購日昌眼鏡成立眼鏡88。眼鏡88發展迅速，今天已是香港人最熟悉的本土大連鎖眼鏡店。該品牌更成功開拓中國及東南亞地區。
2010年，眼鏡88為提供更優質和專業的眼睛護理服務，正式成專業護眼中心。截至現時為止分別開設了沙田，中環，太古康山三個中心
2011年，眼鏡88成功令大眾放下一貫配眼鏡就是貴的成建，擺脫眼鏡88的框框。在全港第一個快時尚眼鏡店eGG Optical Boutique。成立初期已迅速在屯門，將軍澳，尖沙咀，旺角，沙田等區内大型商場開設分店。現時eGG亦已發展至中國及東南亞地區。
2018年1月27日，寶光實業宣布，因市場競爭日趨激烈，業務須作出重大策略改變，向Bright Odyssey公司出售旗下的業務及資產予主要股東兼公司主席黃創增，包括眼鏡88股份、EGG股份、Thong Sia Optical股份及應收款項，買方總購買價為4億元。

## 外部連結
- 公司網頁 （页面存档备份，存于）